# Charles Cabaud
Pour les articles homonymes, voir Cabaud.
Charles Cabaud, né le 8 juillet 1858 à Lyon 2e et mort le 24 septembre 1939, est un homme d'affaires lyonnais, président de Descours & Cabaud, administrateur de la Banque de France et consul de Russie.

## Biographie
Charles Cabaud est le troisième des cinq enfants de Lupiçin Cabaud (Charles-Lupiçin) (1813-1877). Ce dernier était originaire de Champagnole dans le Jura, issu d'une famille de petits propriétaires terriens, et de Catherine-Pierrette dite « Péroline » Duchamp. Lupiçin Cabaud, d'abord contremaître (1838) dans la maison Dufournel (négoce en fer, créée en 1782 à Lyon par César Dufournel) occupa rapidement d'importantes fonctions en tant que comptable et fondé de pouvoir. Il s'associa par la suite avec André Descours, neveu de Charles Dufournel, pour transformer cette société qui prit alors le nom de Descours, Cabaud et Bolot. La société devint, à la suite du retrait de l'un des associés, « Descours et Cabaud ». Lupicin Cabaud mourut en 1877.
Après avoir fait des études au Collèges Saint-Thomas d’Aquin à Oullins, Charles Cabaud entre dans la société à la mort de son père. Il en assure ensuite la direction en 1904, date du décès d'André Descours, avec le petit fils de ce dernier, Raoul Baguenault de Puchesse et occupe la présidence du groupe de 1913 à 1939. Il réussit à sauver la société face à la crise des années 1930.
Sous l'impulsion de Charles Cabaud qui lui consacre soixante années de sa vie, la société devenue Descours et Cabaud va connaître une très forte expansion, notamment en Indochine, en Argentine et en Afrique (Maroc, Algérie, Tunisie, Cameroun, Côte d'Ivoire, Gabon, Madagascar). Les activités d'abord tournées vers le commerce de fer se diversifient.
En dehors de son activité chez Descours & Cabaud, il est extrêmement sollicité pour ses compétences dans de très nombreux domaines : il est ainsi membre doyen de la Chambre de Commerce de Lyon, vice-président de la Foire internationale de Lyon, consul de Russie, président de la société des mines de Roche-la-Molière, administrateur de la Banque de France, vice-président de la Société Lyonnaise pour le commerce et l'industrie, membre du conseil d'administration de l'École Supérieure de Commerce de Lyon et vice-président de la Société des Forces Motrices du Rhône.
Durant la Première Guerre mondiale, il organise la tenue à Lyon en 1916 de la première Foire Internationale d'échantillons, réplique à la foire allemande de Leipzig. Il en assure la vice-présidence. Cette manifestation qui réunit plus de 1 300 exposants est un grand succès.
Quelque temps après il prend la présidence du consortium des marchands de fer, organisme destiné à répartir les contingents de produits métallurgiques mises à la disposition de la profession par les ministères. Cet organisme permit de réguler les stocks sur le territoire français.
Doté d'un caractère très affirmé, Charles Cabaud est une personnalité très respectée par ses pairs[non neutre] mais que certains[Qui ?] reprochaient d'être trop lié aux Wendel et au comité des forges, qui prônait un protectionnisme intégral. Il était également un grand ami du maire de Lyon Édouard Herriot[réf. nécessaire].
Avec plusieurs membres de la Chambre de commerce de Lyon et derrière Émile Baboin, il contribue à la création du Musée des arts décoratifs de la ville de Lyon en 1919.
Il est fait chevalier de la Légion d'honneur le 4 mars 1920, puis officier de la Légion d'honneur le 8 mars 1930. Il était en outre commandeur de l'ordre du Nichan Iftikhar (1920, de ordre de la Victoire tunisien) et officier de l'ordre du Ouissam alaouite (1927, monarchie chérifienne).
Lors de son décès, un hommage lui est rendu par l'École Supérieure de Commerce de Lyon : « M. Cabaud faisait preuve d’une activité constante et ordonnée, dont on ressentait les bienfaits dans tous les domaines, y compris celui de la bienfaisance (...) Il laisse d’unanimes regrets, avivés par l’atmosphère de bonté, de droiture, de distinction, de délicatesse, qui émanait de sa personne (...) Aussi nous conserverons pieusement le souvenir de cet homme de bien ».

## Distinctions
- Commandeur de l'ordre du Nichan Iftikhar
- Officier de la Légion d'honneur

## Famille
Lupicin Cabaud (1813 - Champagnole, Jura, mort en 1877 - Lyon, Rhône) épouse le 10 mai 1854, Lyon 2e, Catherine Pierrette Duchamp (Lyon 1835-1904 ; Sainte-Foy-lès-Lyon). D'où cinq enfants : 
- Cloïs (1855-1918), mariée le 3 février 1875 avec Étienne Charbin (1844-1920)
- Joséphine (1857-1951), mariée le 10 juillet 1877 avec Joseph Athénor (1843-1885) Juge au tribunal de Nyons.
- Charles (1858-1939), marié avec Cécile Ginot (1869-1921)
- Pierre (1860-1905), marié avec Marie Arbelot
- Georges (1863-1942), marié avec Alexandrine Marie Biétrix.

Charles Cabaud a épousé Cécile Ginot (1869-1921), fille de Jules-Victor Ginot, propriétaire-rentier, issu d'une famille de la bourgeoisie de la Loire possédant un domaine et une fabrique de rubans de soie à Soulage, commune de La Valla-en-Gier, et de Anne-Marie-Antoinette-Amélie dite Annelie Hervier, issue d'une famille aristocratique de la Loire et de Lyon, possédant à Saint-Chamond des fabriques de lacets.
Cécile Ginot a un frère et une sœur : Charles-Joseph Ginot, qui épouse Jeanne Neyron des Granges (fille de Louis Neyrond des Granges et de Camille Aynard) - Jeanne-Marie Isabelle Ginot, mariée avec Édouard Néron,  maire de Monistrol, conseiller général et député de la Haute-Loire.
De son union avec Cécile Ginot, Charles Cabaud a trois filles : l'une épouse William Vincens-Bouguereau, polytechnicien, qui devient plus tard président de Descours & Cabaud, la seconde épouse Bruno Flachaire de Roustan, qui fait carrière également au sein de la société Descours & Cabaud, et la troisième, Aimé Baboin-Jaubert, industriel en textiles, conseiller du Commerce extérieur, maire de Loyes et conseiller général de l'Ain.